# PS Barito Putera
Persatuan Sepak Bola Barito Putera, auch einfach nur Barito Putera genannt, ist ein indonesischer Fußballverein aus Banjarmasin auf der Insel Borneo. Aktuell spielt der Verein in der zweiten Liga des Landes, der Liga 2.

## Erfolge
- 2011/2012 – Indonesia Premier Division – Meister
- 2008/2009 – Liga Indonesia Second Division – Meister

## Stadion
Seine Heimspiele trägt der Verein im Demang Lehman Stadium in Martapura aus. Das Stadion hat ein Fassungsvermögen von 15.000 Zuschauern. Eigentümer und Betreiber der Sportstätte ist das Government of Banjar Regency.
Koordinaten: 3° 26′ 11,7″ N, 114° 52′ 36,4″ O

## Trainer seit 1988
| Name                    | Zeit bei PS Barito Putera | Zeit bei PS Barito Putera |
| Name                    | von                       | bis                       |
| ----------------------- | ------------------------- | ------------------------- |
| Andi Lala               | 1988                      | 1989                      |
| Sukma Sejati            | 1989                      | 1990                      |
| Maryoto                 | 1990                      | 1992                      |
| Andi Teguh              | 1992                      | 1993                      |
| Gusnul Yakin            | 1993                      | 1994                      |
| Daniel Roekito          | 1. Juli 1994              | 30. Juni 1996             |
| Aleksandar Kostov       | 1. Juli 1996              | 30. Juni 1997             |
| Maryoto (Caretaker)     | 1997                      |                           |
| Rudy William Keltjes    | 1997                      | 1999                      |
| Daniel Roekito          | 1. Juli 1999              | 30. Juni 2001             |
| Mundari Karya           | 1. Januar 2001            | 31. Dezember 2001         |
| Tumpak Uli Sihite       | 2002                      |                           |
| Frans Sinatra Huwae     | 2003                      | 2004                      |
| Gusti Gazali            | 2005                      |                           |
| Lulut Kistono           | 2006                      |                           |
| Salahudin               | 1. Juli 2007              | 30. Juni 2016             |
| Mundari Karya           | 1. April 2016             | 10. Oktober 2016          |
| Yunan Helmi (Caretaker) | 2016                      |                           |
| Jacksen F. Tiago        | 2. Dezember 2016          | 23. Juni 2019             |
| Yunan Helmi             | 25. Juni 2019             | 24. August 2019           |
| Djadjang Nurdjaman      | 25. August 2019           | 14. Dezember 2021         |
| Rahmad Darmawan         | 1. Januar 2022            | 1. April 2022             |
| Dejan Antonić           | 22. April 2022            | 25. August 2022           |
| Rodney Gonçalves        | 22. September 2022        | 2. Februar 2023           |
| Isnan Ali               | 8. Februar 2023           | 10. Februar 2023          |
| Rahmad Darmawan         | 11. Februar 2023          | heute                     |